# Eryngium huteri
Eryngium huteri là một loài thực vật có hoa trong họ Hoa tán. Loài này được Porta & Rigo mô tả khoa học đầu tiên năm 1891.